# Hortipes mesembrinus
Hortipes mesembrinus là một loài nhện trong họ Corinnidae.
Loài này thuộc chi Hortipes. Hortipes mesembrinus được miêu tả năm 2000 bởi Bosselaers & Rudy Jocqué.